# 2MASS J1119–1137
2MASS J1119–1137 – samotna planeta o masie od 4 do 8 razy większej od masy Jowisza, znajdująca się około 95 lat świetlnych od Ziemi. Wiek planety prawdopodobnie wynosi około 10 milionów lat. Ruch planety w przestrzeni wskazuje, że może ona należeć do asocjacji gwiazdowej TW Hydrae.
Odkrycie planety ogłoszono 6 kwietnia 2016 przez Carnegie Institution for Science oraz University of Western Ontario w Kanadzie.